# NBCナイトサイド
『NBCナイトサイド（NBC Nightside）』（別名：『NBCニュース ナイトサイド（NBC News Nightside）』）は、1991年から1998年まで放送された、アメリカ・NBCの深夜帯の報道番組。番組は3時間半のセグメントで制作された。通常、週7日生放送され、日曜日から金曜日（『レイター (トーク番組)』の直後）の東部標準時2:00から、土曜日（『フライデー・ナイト・ビデオ』の後）2:30にNBC系列の放送局に配信され、翌朝までループされた（平日では、『NBCニュース・アット・サンライズ』は『ナイトサイド』に続いた）。

## 歴史
当番組は1991年11月4日に開始され、1982年から1983年までの17ヶ月間放送された『NBCニュース オーバーナイト』に続いて、NBCにとって2回目の深夜ニュース番組の試みだった。
『ナイトサイド』は、ニューヨークにあるNBCニュースの本社から放送されるのではなく（CBSの『アップ・トゥー・ザ・ミニット』とABCの『ワールドニュース・ナウ』は、どちらもニューヨーク市を拠点としている）、ノースカロライナ州シャーロットにあるNBCニュースチャンネルの施設に拠点を置いていたという点で、2つの競合他社とは異なった。NBCニュースチャンネルは、NBCの所有および運営する放送局やネットワーク系列局に全国ニュースのカスタマイズされたリポートと映像を提供するネットワークのニュースフィードサービスであり、シャーロットのNBC系列・WCNC-TVに接続されたスタジオに拠点を置いていた。また、月曜日から金曜日までしか放送されない他のネットワークの深夜帯ニュース番組とは異なり、『NBCナイトサイド』は週7日全ての早朝に放送された。
アントニオ・モラやキャンベル・ブラウン (ジャーナリスト)など、『ナイトサイド』の多くのアンカーが全国的な成功を収めた。元NBCニュース社長のスティーブ・キャプスは、かつてこの番組のシニアプロデューサーを務めていた。
番組の経済的収益性とまともな視聴率にもかかわらず、1998年にネットワークによって終了され、同年9月20日に最終回が放送された。NBCは2日後にネットワークの深夜と昼間のトークショーの繰り返しで構成されるブロック『NBCオールナイト』で深夜帯の時間枠を埋めた。それ以来、ほとんどの NBC系列の放送局は早朝の全国ニュース番組『アーリー・トゥデイ』またはローカルニュース番組を以前の『NBCナイトサイド』枠で放送している。『ナイトサイド』が終了されて以降、NBCネットワークは深夜のニュース番組の放送を行っていない。

## アンカー
- キャンベル・ブラウン (ジャーナリスト)（英語版）
- トム・ドノバン[2]
- ブルース・ホール
- サラ・ジェームス[3]
- キム・ヒンドリュー[2]
- ヒラリー・レーン
- アントニオ・モラ（英語版）[4]
- トム・ミラー[2]
- トーニャ・ストロング